# Maresha
Tel Maresha (hebrejski: תל מראשה‎) ili Marissa (arapski: ماريسا) je drevni grad u južnim ravnicama Izraela (Judeja).
God. 2014., špilje Mareshe, koje zajedno sa špiljama Bet-Guvrina čine Nacionalni park Bet-Guvrin-Mareša, upisane su na UNESCO-ov popis mjesta svjetske baštine u Aziji kao „mikrokozmos Zemlje špilja u ravnicama Judeje”.

## Povijest
Ovo mjesto se pod imenom Mareša spominje u Bibliji, a današnje naselje se, prema ruševini crkve, zove Tell Sandahannah.
Stari grad Kanaanka Maresu spominje se kao Muhrašti još u staroegipatskim Zapisima iz Amarne (14. stoljeće prije Krista, za faraona Aknatona). Mjesto je oko 920. pr. Kr. utvrdio Salomonov sin Roboam, ali su ga 587. pr. Kr. uništili Babilonci. Nakon povratka iz babilonskog sužanjstva, mjesto nisu ponovno naselili Židovi nego Edomci, koji su ga načinili svojim glavnim gradom. U četvrtom stoljeću prije Krista tu se naselili Feničani. Mjesto je helenizirano pod Dijadosima i vjerojatno obnovljeno. Tada je dobio ime Marissa i bio glavni grad Edomaca. Od 312. godine prije Krista, grad nekoliko puta mijenja vlasnika, te mu naizmjenice vladaju Seleukidi i Ptolomejevići. Spominje se i u Zenonovim zapisima iz 259. pr. Kr. kao naselje Sidonaca.
Grad su 40. godine prije Krista uništili Parti i od onda nikad nije obnovljen. Iz njega je vjerojatno došla i obitelji Heroda, kralja Judeje.
Unutarnji grad je u potpunosti iskopan od 1898. – 1900. i istražen je više od većine drugih helenističkih naselja u Palestini. Njegove ruševine su prvi iskapali britanski arheolozi Bliss i Macalister u ime Palestinske istraživačke zaklade, te se stoga većina nalaza s ovog arheološkog lokaliteta nalazi u Arheološkom muzeju u Istanbulu.

## Odlike
Unutarnji grad Mareshe je promjera samo 150 × 160 m, okružen zidom. U biti, organiziran je oko glavne ulice koja se proteže u pravcu istok-zapad i nekoliko manjih ulice koje ju presijecaju. Plan je u pobliku šahovske ploče i pokazuje značajan utjecaj helenističke kulture. U tom unutarnjem gradu, postoji tzv. Donji grad. Kuće su često izgrađene preko špilja. Dio ih se koristi kao preše za ulje, a drugi dio je očito bio kako je kolumbarij (javni mauzolej urni). Izvan grada nalazi se nekropola s djelomično uređenim grobnicama.

## Vanjske poveznice
- Amos Kloner (Hg.): Maresha Excavations Final Report. Bd. 1: Subterranean Complexes 21, 44, 70. IAA Reports 17. Jerusalem 2003. ISBN 965-406-150-3; Bd. 2: Hellenistic Terracotta Figurines from the 1989 - 1996 Seasons. IAA Reports 35. Jerusalem 2008. ISBN 978-965-406-201-5